# Crocus nevadensis
El azafrán blanco de montaña (Crocus nevadensis Amo & Campo, 1861) es una planta Liliópsida, de la familia de las Iridáceas, endémica de la península ibérica y NW de África.

## Descripción[1][2]
Se trata de un geófito, de bulbos solitarios de 1-2 cm. Presenta, en la floración, de 3 a 7 hojas lineares coetáneas (1-2,5 mm de ancho, y 10-20 cm de largo), glabras, con una banda longitudinal blanca.
Produce de 1 a 2 flores campanuladas, de color blanco o lilacinas con estrías violetas, con un tubo periántico de 30-60 mm, blanco o lilacino, con garganta blanquecina glabra, tépalos (de 2-4 cm x 0.6-1 cm), oblanceolados, obtusos, de color crema, blanco o lila pálido, con venación oscura. Estambres con anteras amarillas. Estilo de longitud similares a la de los estambres, con tres ramificaciones cortas blanquecinas, fuertemente aplastadas y fimbriadas, con estigmas denticulados. La floración se produce entre los meses de enero y abril, según la localización, y por tanto es de los Crocus de tipo vernal.
El fruto es una cápsula, de 17-22 x 7-9 mm, ovalada, con semillas de sección triangular de 3-6 x 1.6-2.8 mm.

## Distribución y ecología[1][2][3]
Se localiza en prados secos, pastos, rellanos de roquedos, y claros de matorrales y bosques, en substratos no muy secos y, a menudo crioturbados, de zonas de montaña mediterránea, del área Ibero-magrebina, entre 400 y 2300 m de altitud    (Andalucía, Aragón, Castilla-La Mancha, Cataluña, Murcia, Navarra, Valencia). Concretamente, en Cataluña, C. nevadensis ssp. marcetii (Pau) P. Monts, se distribuye por los territorios del Prepirineo de Lérida (Alta y Baja Ribagorza, Montsec) y Altiplano Central Catalán (Solsonés, Segarra)
La polinización de los crocus es entomófila, los días soleados abre sus flores insentivando a los insectos a que la visiten, en días lluviosos o con nubes cierra los pétalos, para proteger la flor formando un tubo, a la espera de mejor ocasión para la polinización.

## Referencias

Aspectos de Crocus nevadensis
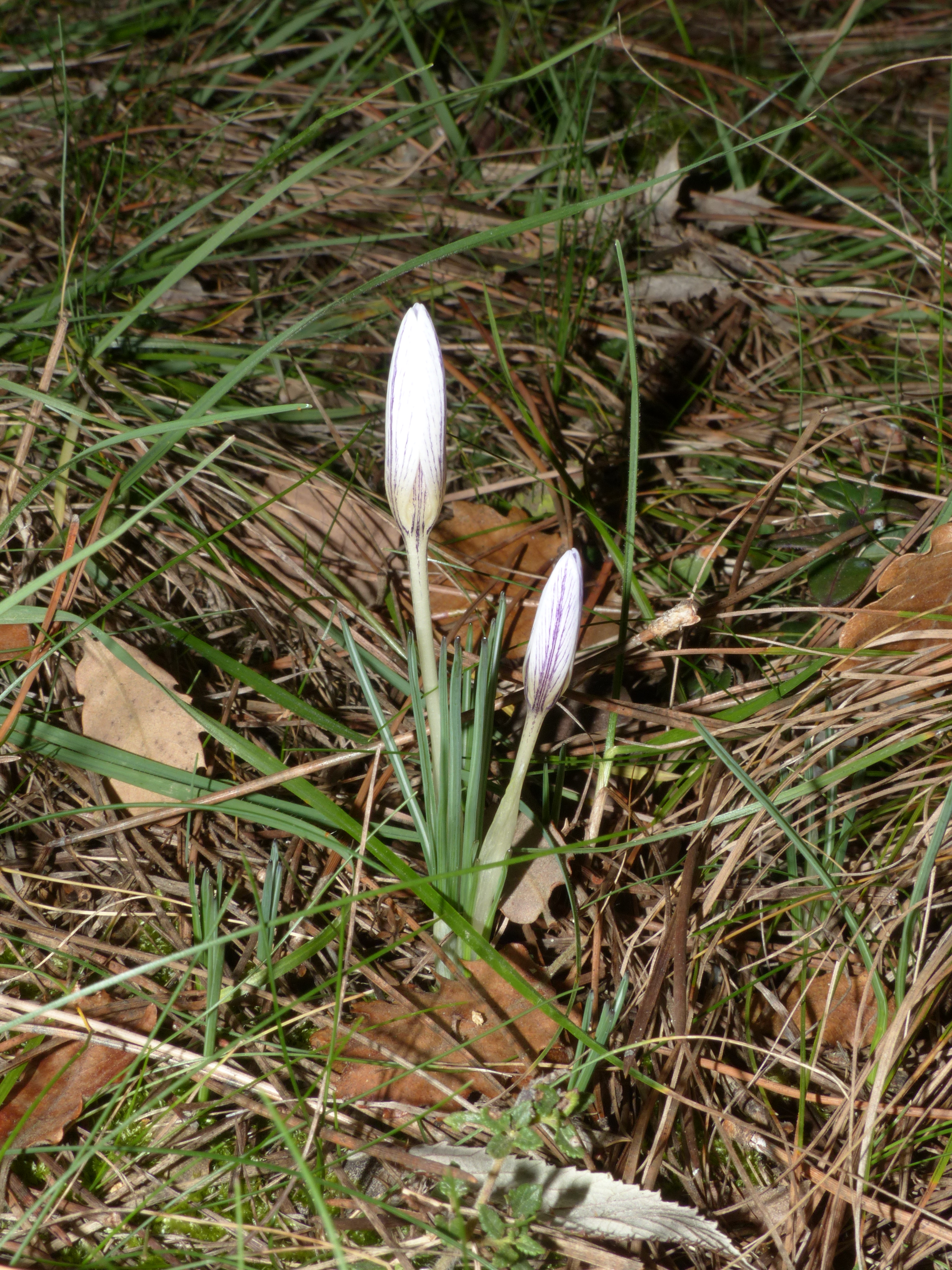
Capullos de flor de Crocus nevadensis
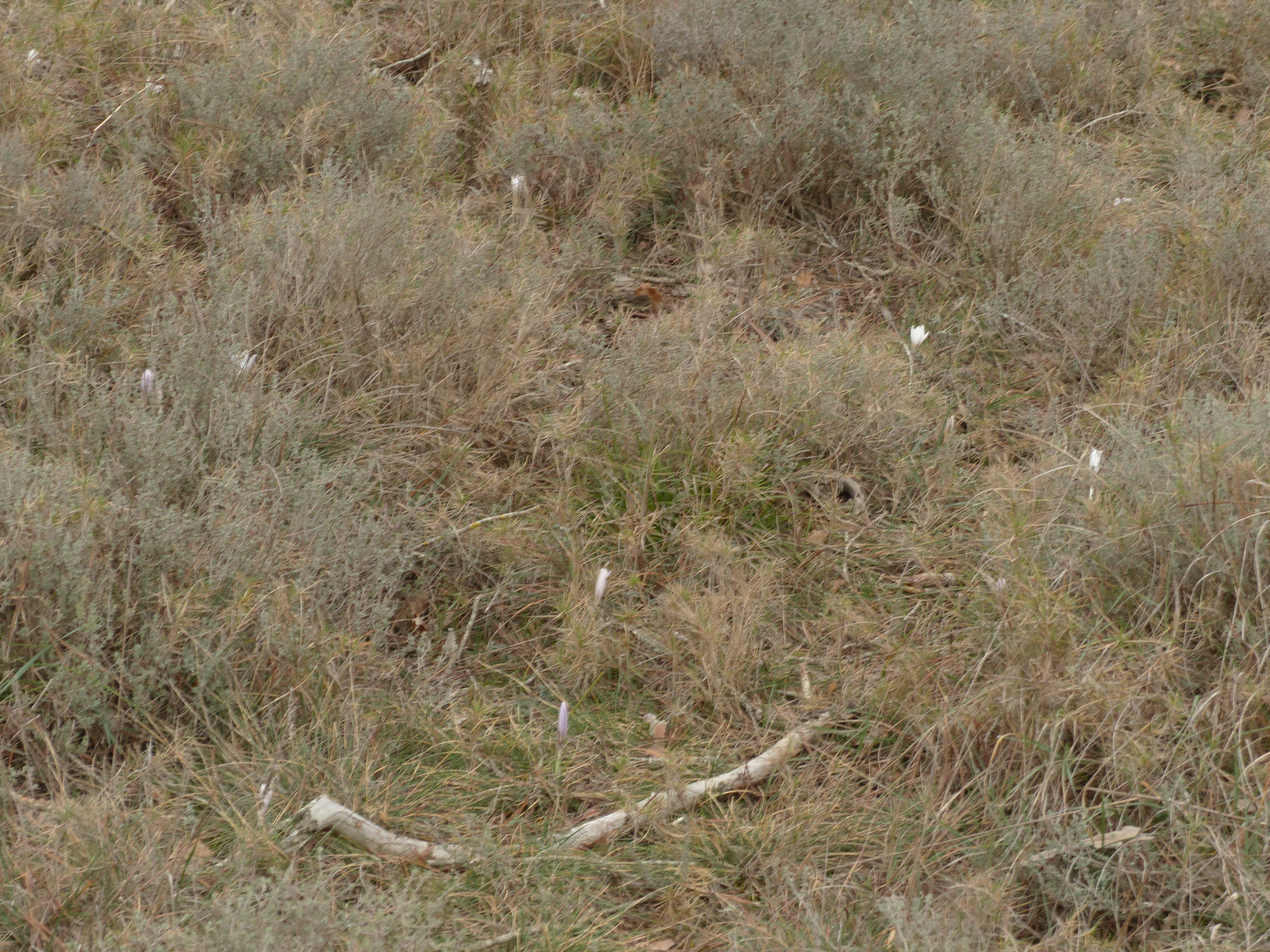
Matorral, durante el invierno, con floración sincronizada de Crocus nevadensis